# Ardisia principis
Ardisia principis là một loài thực vật có hoa trong họ Anh thảo. Loài này được (A.DC.) J.F.Macbr. mô tả khoa học đầu tiên năm 1934.